# Fortaleza FC
Fortaleza FC, auch bekannt als Fortaleza Centro de Entrenamiento Integrado para el Fútbol (kurz Fortaleza C.E.I.F.), ist ein 2010 gegründeter kolumbianischer Fußballverein mit Sitz in Suba, Bogotá, der seine Heimspiele ab 2018 im benachbarten Cota austrägt und aktuell in der zweiten kolumbianischen Liga spielt. Von 2011 bis 2013 sowie 2015 und 2017 trug der Verein seine Heimspiele in Zipaquirá und von 2014 bis 2016 in Bogotá aus, insbesondere in zwei Spielzeiten in der ersten Liga.

## Geschichte
Der Verein kaufte 2010 das Startrecht des verschuldeten Vereins Atlético Juventud aus Girardot.

Altes Logo von Fortaleza FC

Während Fortaleza FC 2011 und 2012 relativ knapp an der Qualifikation für die Gruppenphase in der zweiten Liga scheiterte, konnte der Verein sich im Torneo Finalización 2013 erstmals als Gruppensieger für das Finale qualifizieren und gewann dies gegen Deportivo Rionegro und spielte gegen Uniautónoma FC den Meister und direkten Aufsteiger in die Categoría Primera A aus. Fortaleza verlor jedoch das Finale und spielte somit die Relegation gegen Cúcuta Deportivo. Diese konnte Fortaleza für sich entscheiden und nahm somit 2014 zum ersten Mal an der ersten kolumbianischen Liga teil. Die Hinserie 2014 schloss der Verein im Tabellenkeller ab und wurde Drittletzter. Am Ende des Jahres konnte Fortaleza FC den Abstieg nicht verhindern und musste nach nur einem Jahr in der ersten Liga wieder zurück in die zweite Liga.
In der Saison 2015 der zweiten Liga befand sich Fortaleza immer in der Spitzengruppe und konnte sich für die Finalrunde qualifizieren. Dort setzte sich der Verein vor Deportivo Pereira durch und schaffte den direkten Wiederaufstieg. Das anschließende Finale gegen Atlético Bucaramanga konnte Fortaleza dann jedoch nicht gewinnen und wurde somit Vizemeister.
Fortaleza FC stieg aber auch 2016 nach der zweiten Spielzeit in der ersten Liga direkt wieder ab. Im Juli 2016 übernahm der vorherige Manager des Clubs, Carlos Barato, den Trainerposten.
In der Apertura 2017 verpasste Fortaleza auf dem zehnten Platz den Einzug in die Finalrunde. Im Juli 2017 legte Carlos Barato seinen Job als Trainer nieder um wieder in die Führungsetage des Clubs zu wechseln. Als Nachfolger wurde Carlos Mora verpflichtet. Die Finalización 2017 verlief für den Verein noch schlechter und die Ligaphase wurde auf dem vorletzten Platz abgeschlossen.
Für die Spielzeit 2018 wurde David Barato, vorheriger Trainer der U-20-Mannschaft des Vereins, zum Cheftrainer ernannt. In der Saison 2018 verpasste Fortaleza FC als Neunter nur knapp den Einzug in die Finalrunde. Die Apertura 2019 schloss Fortaleza auf dem elften Platz ab.

## Stadion
Seit 2018 trägt Fortaleza FC seine Heimspiele im Estadio Municipal de Cota in Cota aus, das eine Kapazität von etwa 4000 Plätzen hat. Vor dem Aufstieg in die erste Liga sowie nach dem zweiten Abstieg absolvierte Fortaleza FC von 2011 bis 2013 und 2017 seine Heimspiele im Estadio Municipal Héctor El Zipa González in Zipaquirá. Das Stadion hat eine Kapazität von etwa 5000 Plätzen. Nach den Aufstiegen in die erste Liga spielte der Verein 2014 und 2016 seine Heimspiele im Estadio Metropolitano de Techo in Bogotá, das eine Kapazität von etwa 10.000 Plätzen hat. Nach dem ersten Abstieg verwendete der Verein 2015 die beiden Stadien in Bogotá und Zipaquirá als Heimstadien.

## Sportlicher Verlauf

### Erfolge
- Vizemeister Categoría Primera B: 2013, 2015
- Torneo Finalización der Categoría Primera B: 2013

### Saisondaten seit 2011
| Spielzeit                                                                                             | Liga            | Ligaebene | Platz | Finalrunde                         |
| --- | --------------- | --------- | ----- | ---------------------------------- |
| 2011-I                                                                                                | Torneo Postobón | II        | 10.   | -                                  |
| 2011-II                                                                                               | Torneo Postobón | II        | 10.   | -                                  |
| 2012-I                                                                                                | Torneo Postobón | II        | 9.    | -                                  |
| 2012-II                                                                                               | Torneo Postobón | II        | 14.   | -                                  |
| 2013-I                                                                                                | Torneo Postobón | II        | 15.   | -                                  |
| 2013-II                                                                                               | Torneo Postobón | II        | 6.    | Meister Finalización Vizemeister 1 |
| 2014-I                                                                                                | Liga Postobón   | I         | 16.   | -                                  |
| 2014-II                                                                                               | Liga Postobón   | I         | 13.   | -                                  |
| 2015                                                                                                  | Torneo Águila   | II        | 4.    | 1. Gruppe B Vizemeister            |
| 2016-I                                                                                                | Liga Águila     | I         | 20.   | -                                  |
| 2016-II                                                                                               | Liga Águila     | I         | 17.   | -                                  |
| 2017-I                                                                                                | Torneo Águila   | II        | 10.   | -                                  |
| 2017-II                                                                                               | Torneo Águila   | II        | 15.   | -                                  |
| 2018                                                                                                  | Torneo Águila   | II        | 9.    | -                                  |
| 2019-I                                                                                                | Torneo Águila   | II        | 11.   | -                                  |
| 2019-II                                                                                               | Torneo Águila   | II        | 7.    | 2. Gruppe B                        |
| 2020                                                                                                  | Torneo BetPlay  | II        | 9.    | -                                  |
| 2021-I                                                                                                | Torneo BetPlay  | II        | 7.    | 4. Gruppe A                        |
| 2021-II                                                                                               | Torneo BetPlay  | II        | 4.    | 2. Gruppe B                        |
| 2022-I                                                                                                | Torneo BetPlay  | II        | 2.    | 2. Gruppe B                        |
| grün unterlegt: Aufstieg in die Categoría Primera A rot unterlegt: Abstieg in die Categoría Primera B |                 |           |       |                                    |

## Persönlichkeiten

### Trainerhistorie
| - David Barato (2018–) - Carlos Mora (2017) - Carlos Barato (2016–2017) - Freddy Amazo (2016) - Nilton Bernal (2015–2016) | - Alexis García (2014) - Hernán Pacheco (2013–2014) - Roberto Vidales (2012–2013) - Jaime Manjarrés (2011–2012) |

### Ehemalige Spieler
| - Gerardo Bedoya - Martín Galain - Yoiver González |